# Eurytetranychus ulmi
Eurytetranychus ulmi är en spindeldjursart som beskrevs av Wang 1977. Eurytetranychus ulmi ingår i släktet Eurytetranychus och familjen Tetranychidae. Inga underarter finns listade i Catalogue of Life.